# Sci alpino ai X Giochi olimpici invernali - Slalom speciale maschile
Tra le competizioni dello sci alpino ai X Giochi olimpici invernali di Grenoble 1968 lo slalom speciale maschile si disputò venerdì 16 (qualificazioni) e sabato 17 febbraio (finale) sulle piste Un e Deux di Chamrousse/Le Recoin; il francese Jean-Claude Killy vinse la medaglia d'oro, gli austriaci Herbert Huber e Alfred Matt, rispettivamente, quella d'argento e quella di bronzo, valide anche ai fini dei Campionati mondiali di sci alpino 1968.
Detentore uscente del titolo era l'austriaco Josef Stiegler, che aveva vinto la gara dei IX Giochi olimpici invernali di Innsbruck 1964 disputata sulla pista Axamer Lizum di Axams precedendo gli statunitensi Billy Kidd e Jimmy Heuga (rispettivamente medaglia d'argento e medaglia di bronzo); il campione mondiale in carica era l'italiano Carlo Senoner, vincitore a Portillo 1966 davanti ai francesi Guy Périllat e Louis Jauffret.

## Risultati

### Finale
| 1  | 15 | Jean-Claude Killy         | Francia          | 0:49,37 | 1   | 0:50,36 | 3   | 1:39,73 |        |     |     |
| 2  | 4  | Herbert Huber             | Austria          | 0:50,06 | 14  | 0:49,76 | 1   | 1:39,82 | +0,09  |     |     |
| 3  | 10 | Alfred Matt               | Austria          | 0:49,68 | 2   | 0:50,41 | 4   | 1:40,09 | +0,36  |     |     |
| 4  | 8  | Dumeng Giovanoli          | Svizzera         | 0:49,89 | 7   | 0:50,33 | 2   | 1:40,22 | +0,49  |     |     |
| 5  | 20 | Spider Sabich             | Stati Uniti      | 0:49,75 | 5   | 0:50,74 | 6   | 1:40,49 | +0,76  |     |     |
| 6  | 21 | Andrzej Bachleda          | Polonia          | 0:49,88 | 6   | 0:50,73 | 5   | 1:40,61 | +0,88  |     |     |
| 7  | 13 | Jimmy Heuga               | Stati Uniti      | 0:49,96 | 12  | 0:51,01 | 8   | 1:40,97 | +1,24  |     |     |
| 8  | 11 | Alain Penz                | Francia          | 0:49,89 | 7   | 0:51,25 | 10  | 1:41,14 | +1,41  |     |     |
| 9  | 3  | Rick Chaffee              | Stati Uniti      | 0:49,95 | 11  | 0:51,24 | 9   | 1:41,19 | +1,46  |     |     |
| 10 | 18 | Peter Frei                | Svizzera         | 0:50,04 | 13  | 0:51,94 | 14  | 1:41,98 | +2,25  |     |     |
| 11 | 29 | Rune Lindström            | Svezia           | 0:51,19 | 16  | 0:50,80 | 7   | 1:41,99 | +2,26  |     |     |
| 12 | 23 | Ludwig Leitner            | Germania Ovest   | 0:50,89 | 15  | 0:52,61 | 18  | 1:43,50 | +3,77  |     |     |
| 13 | 27 | Eberhard Riedel           | Germania Est     | 0:52,00 | 25  | 0:52,07 | 15  | 1:44,07 | +4,34  |     |     |
| 14 | 17 | Lasse Hamre               | Norvegia         | 0:51,84 | 23  | 0:52,31 | 17  | 1:44,15 | +4,42  |     |     |
| 14 | 2  | Heini Messner             | Austria          | 0:52,32 | 27  | 0:51,83 | 13  | 1:44,15 | +4,42  |     |     |
| 16 | 43 | Alfred Hagn               | Germania Ovest   | 0:52,95 | 30  | 0:51,70 | 12  | 1:44,65 | +4,92  |     |     |
| 17 | 22 | Jon Terje Øverland        | Norvegia         | 0:51,51 | 19  | 0:53,37 | 21  | 1:44,88 | +5,15  |     |     |
| 18 | 35 | Ulf Ekstam                | Finlandia        | 0:52,66 | 29  | 0:52,26 | 16  | 1:44,92 | +5,19  |     |     |
| 19 | 25 | Ivo Mahlknecht            | Italia           | 0:52,22 | 26  | 0:53,03 | 19  | 1:45,25 | +5,52  |     |     |
| 20 | 30 | Max Rieger                | Germania Ovest   | 0:53,81 | 35  | 0:51,57 | 11  | 1:45,38 | +5,65  |     |     |
| 21 | 46 | Ryszard Ćwikła            | Polonia          | 0:53,69 | 33  | 0:53,11 | 20  | 1:46,80 | +7,07  |     |     |
| 22 | 31 | Bjarne Strand             | Norvegia         | 0:51,69 | 22  | 0:55,69 | 23  | 1:47,38 | +7,65  |     |     |
| 23 | 34 | Francisco Fernández Ochoa | Spagna           | 0:53,52 | 31  | 0:54,61 | 22  | 1:48,13 | +8,40  |     |     |
| 24 | 50 | Malcolm Milne             | Australia        | 0:56,36 | 40  | 0:56,06 | 24  | 1:52,42 | +12,69 |     |     |
| 25 | 45 | Dan Cristea               | Romania          | 0:56,10 | 39  | 0:57,23 | 25  | 1:53,33 | +13,60 |     |     |
| 26 | 51 | Vasilij Mel'nikov         | Unione Sovietica | 0:54,94 | 38  | 0:59,48 | 29  | 1:54,42 | +14,69 |     |     |
| 27 | 47 | Carlos Adsera             | Spagna           | 0:59,54 | 41  | 0:57,67 | 26  | 1:57,21 | +17,48 |     |     |
| 28 | 49 | Blaž Jakopič              | Jugoslavia       | 0:54,26 | 37  | 1:03,22 | 30  | 1:57,48 | +17,75 |     |     |
| 29 | 56 | Petăr Angelov             | Bulgaria         | 1:00,72 | 42  | 0:58,07 | 27  | 1:58,79 | +19,06 |     |     |
| 30 | 40 | Jeremy Palmer-Tomkinson   | Gran Bretagna    | 0:54,19 | 36  | 1:06,93 | 31  | 2:01,12 | +21,39 |     |     |
| 31 | 55 | Andrej Belokrinkin        | Unione Sovietica | 1:08,96 | 44  | 0:58,90 | 28  | 2:07,86 | +28,13 |     |     |
|    | 24 | Carlo Senoner             | Italia           | 0:51,63 | 21  | DNF     | DNF | DNF     | DNF    | DNF | DNF |
|    | 9  | Karl Schranz              | Austria          | 0:49,69 | 3   | DSQ     | DSQ | DSQ     | DSQ    | DSQ | DSQ |
|    | 14 | Bengt-Erik Grahn          | Svezia           | 0:49,74 | 4   | DSQ     | DSQ | DSQ     | DSQ    | DSQ | DSQ |
|    | 10 | Guy Périllat              | Francia          | 0:49,89 | 7   | DSQ     | DSQ | DSQ     | DSQ    | DSQ | DSQ |
|    | 12 | Håkon Mjøen               | Norvegia         | 0:49,91 | 10  | DSQ     | DSQ | DSQ     | DSQ    | DSQ | DSQ |
|    | 28 | Willi Lesch               | Germania Ovest   | 0:51,28 | 17  | DSQ     | DSQ | DSQ     | DSQ    | DSQ | DSQ |
|    | 6  | Jean-Pierre Augert        | Francia          | 0:51,32 | 18  | DSQ     | DSQ | DSQ     | DSQ    | DSQ | DSQ |
|    | 33 | Jaroslav Janda            | Cecoslovacchia   | 0:51,62 | 20  | DSQ     | DSQ | DSQ     | DSQ    | DSQ | DSQ |
|    | 19 | Andreas Sprecher          | Svizzera         | 0:51,91 | 24  | DSQ     | DSQ | DSQ     | DSQ    | DSQ | DSQ |
|    | 38 | Per-Olov Richardsson      | Svezia           | 0:52,46 | 28  | DSQ     | DSQ | DSQ     | DSQ    | DSQ | DSQ |
|    | 37 | Wolfgang Ender            | Liechtenstein    | 0:53,67 | 32  | DSQ     | DSQ | DSQ     | DSQ    | DSQ | DSQ |
|    | 41 | Robert Swan               | Canada           | 0:53,75 | 34  | DSQ     | DSQ | DSQ     | DSQ    | DSQ | DSQ |
|    | 48 | Milan Pažout              | Cecoslovacchia   | 1:02,29 | 43  | DSQ     | DSQ | DSQ     | DSQ    | DSQ | DSQ |
|    | 7  | Billy Kidd                | Stati Uniti      | DNF     | DNF | DNF     | DNF | DNF     | DNF    | DNF | DNF |
|    | 26 | Rod Hebron                | Canada           | DNF     | DNF | DNF     | DNF | DNF     | DNF    | DNF | DNF |
|    | 42 | Aurelio García            | Spagna           | DNF     | DNF | DNF     | DNF | DNF     | DNF    | DNF | DNF |
|    | 54 | Athanasios Tsimikalis     | Grecia           | DNF     | DNF | DNF     | DNF | DNF     | DNF    | DNF | DNF |
|    | 1  | Olle Rolén                | Svezia           | DSQ     | DSQ | DSQ     | DSQ | DSQ     | DSQ    | DSQ | DSQ |
|    | 39 | Willy Favre               | Svizzera         | DSQ     | DSQ | DSQ     | DSQ | DSQ     | DSQ    | DSQ | DSQ |
|    | 52 | Richard Leatherbee        | Svezia           | DSQ     | DSQ | DSQ     | DSQ | DSQ     | DSQ    | DSQ | DSQ |

Legenda:

DNF = prova non completata

DSQ = squalificato

Pos. = posizione

Pett. = pettorale
1ª manche:

Data: 11 febbraio

Ore: 

Pista: Piste Un (Le Recoin)

Partenza: 

Arrivo: 

Lunghezza: 520 m

Dislivello: 176 m

Porte: 62

Tracciatore: René Sulpice (Francia)
2ª manche:

Data: 11 febbraio

Ore: 

Pista: Piste Deux (Le Recoin)

Partenza: 

Arrivo: 

Lunghezza: 520 m

Dislivello: 176 m

Porte: 69

Tracciatore: Ermanno Nogler (Italia)

### Qualificazioni
Le qualificazioni alla finale si disputarono in due manche il giorno 16 febbraio, con i concorrenti divisi in 17 gruppi. Si qualificarono direttamente alla finale i migliori due atleti della prima manche; i restanti disputarono la seconda manche, nella quale solo il vincitore si qualificò per la finale.
Gruppo 1
| Atleta                | Nazione       | Pos. 1ª manche | Tempo 1ª manche | Pos. 2ª manche | Tempo 2ª manche | Ris. |
| --------------------- | ------------- | -------------- | --------------- | -------------- | --------------- | ---- |
| Jean-Claude Killy     | Francia       | 1              | 0:49,89         |                |                 | Q    |
| Robert Swan           | Canada        | 2              | 0:53,50         |                |                 | Q    |
| Ulf Ekstam            | Finlandia     | 3              | 0:54,79         | 1              | 0:55,44         | q    |
| Ian Todd              | Gran Bretagna | 4              | 0:57,53         | 2              | 0:57,58         |      |
| Kristinn Benediktsson | Islanda       | 6              | 1:07,66         | 3              | 1:02,05         |      |
| Nagib Barrak          | Libano        | 5              | 1:07,13         | 4              | 1:25,73         |      |

Gruppo 2
| Atleta               | Nazione        | Pos. 1ª manche | Tempo 1ª manche | Pos. 2ª manche | Tempo 2ª manche | Ris. |
| -------------------- | -------------- | -------------- | --------------- | -------------- | --------------- | ---- |
| Dumeng Giovanoli     | Svizzera       | 1              | 0:51,14         |                |                 | Q    |
| Per-Olov Richardsson | Svezia         | 2              | 0:54,83         |                |                 | Q    |
| Ludwig Leitner       | Germania Ovest | 3              | 0:55,34         | 1              | 0:53,47         | q    |
| Jorge Rodríguez      | Spagna         | 4              | 0:57,30         | 2              | 0:55,44         |      |
| Robert Palmer        | Nuova Zelanda  | -              | DSQ             | 3              | 0:56,24         |      |
| Mehmet Yıldırım      | Turchia        | 5              | 1:05,31         | 4              | 1:02,39         |      |

Gruppo 3
| Atleta                    | Nazione       | Pos. 1ª manche | Tempo 1ª manche | Pos. 2ª manche | Tempo 2ª manche | Ris. |
| ------------------------- | ------------- | -------------- | --------------- | -------------- | --------------- | ---- |
| Alfred Matt               | Austria       | 1              | 0:50,99         |                |                 | Q    |
| Lasse Hamre               | Norvegia      | 2              | 0:53,33         |                |                 | Q    |
| Francisco Fernández Ochoa | Spagna        | 3              | 0:53,43         | 1              | 0:56,19         | q    |
| Luke O'Reilly             | Gran Bretagna | 4              | 0:54,35         | 2              | 0:56,61         |      |
| Murray Gardner            | Nuova Zelanda | -              | DSQ             | 3              | 1:02,08         |      |
| Lotfollah Kia Shemshaki   | Iran          | 5              | 0:57,18         | -              | DNF             |      |

Gruppo 4
| Atleta             | Nazione        | Pos. 1ª manche | Tempo 1ª manche | Pos. 2ª manche | Tempo 2ª manche | Ris. |
| ------------------ | -------------- | -------------- | --------------- | -------------- | --------------- | ---- |
| Håkon Mjøen        | Norvegia       | 1              | 0:52,36         |                |                 | Q    |
| Jaroslav Janda     | Cecoslovacchia | 2              | 0:53,20         |                |                 | Q    |
| Max Rieger         | Germania Ovest | 3              | 0:54,20         | 1              | 0:54,52         | q    |
| Mario Vera         | Cile           | 5              | 1:06,02         | 2              | 0:58,05         |      |
| Mehdi Mouidi       | Marocco        | 6              | 1:13,61         | 3              | 1:10,90         |      |
| Fayzollah Band Ali | Iran           | 4              | 0:58,90         | -              | DSQ             |      |

Gruppo 5
| Atleta             | Nazione  | Pos. 1ª manche | Tempo 1ª manche | Pos. 2ª manche | Tempo 2ª manche | Ris. |
| ------------------ | -------- | -------------- | --------------- | -------------- | --------------- | ---- |
| Heini Messner      | Austria  | 1              | 0:51,76         |                |                 | Q    |
| Jon Terje Øverland | Norvegia | 2              | 0:51,93         |                |                 | Q    |
| Petăr Angelov      | Bulgaria | -              | DNF             | 1              | 0:57,60         | q    |
| Ali Saveh          | Iran     | 4              | 0:57,93         | 2              | 0:7,87          |      |
| Ivar Sigmundsson   | Islanda  | 5              | 0:59,46         | 3              | 1:02,20         |      |
| Bruno Piazzalunga  | Italia   | 3              | 0:52,11         | -              | DNF             |      |

Gruppo 6
| Atleta             | Nazione          | Pos. 1ª manche | Tempo 1ª manche | Pos. 2ª manche | Tempo 2ª manche | Ris. |
| ------------------ | ---------------- | -------------- | --------------- | -------------- | --------------- | ---- |
| Willy Favre        | Svizzera         | 1              | 0:53,65         |                |                 | Q    |
| Andrej Belokrinkin | Unione Sovietica | 2              | 0:57,46         |                |                 | Q    |
| Guy Périllat       | Francia          | 3              | 0:57,71         | 1              | 0:55,37         | q    |
| Jeremy Bujakowski  | India            | -              | DNF             | 2              | 0:57,78         |      |
| Burhan Alankuş     | Turchia          | -              | DNF             | -              | DNF             |      |
| Raimo Manninen     | Finlandia        | -              | DNF             | -              | DNF             |      |

Gruppo 7
| Atleta         | Nazione        | Pos. 1ª manche | Tempo 1ª manche | Pos. 2ª manche | Tempo 2ª manche | Ris. |
| -------------- | -------------- | -------------- | --------------- | -------------- | --------------- | ---- |
| Jimmy Heuga    | Stati Uniti    | 1              | 0:52,34         |                |                 | Q    |
| Ivo Mahlknecht | Italia         | 2              | 0:52,82         |                |                 | Q    |
| Alfred Hagn    | Germania Ovest | 3              | 0:54,04         | 1              | 0:55,43         | q    |
| Tomio Sasaki   | Giappone       | 4              | 0:55,98         | 2              | 0:56,62         |      |
| Edgar Macaya   | Argentina      | DNS            | DNS             | DNS            | DNS             | DNS  |

Gruppo 8
| Atleta             | Nazione | Pos. 1ª manche | Tempo 1ª manche | Pos. 2ª manche | Tempo 2ª manche | Ris. |
| ------------------ | ------- | -------------- | --------------- | -------------- | --------------- | ---- |
| Herbert Huber      | Austria | 1              | 0:53,04         |                |                 | Q    |
| Rune Lindström     | Svezia  | 2              | 0:53,85         |                |                 | Q    |
| Richard Leatherbee | Cile    | 3              | 0:54,47         | 1              | 0:55,51         | q    |
| Gerhard Mussner    | Italia  | 4              | 0:54,60         | 2              | 0:55,55         |      |
| Dorin Munteanu     | Romania | 5              | 0:57,72         | 3              | 0:56,06         |      |
| Hassan Lahmaoui    | Marocco | -              | DSQ             | 4              | 1:09,16         |      |

Gruppo 9
| Atleta              | Nazione        | Pos. 1ª manche | Tempo 1ª manche | Pos. 2ª manche | Tempo 2ª manche | Ris. |
| ------------------- | -------------- | -------------- | --------------- | -------------- | --------------- | ---- |
| Aurelio García      | Spagna         | 1              | 0:51,44         |                |                 | Q    |
| Willi Lesch         | Germania Ovest | 2              | 0:52,07         |                |                 | Q    |
| Jean-Pierre Augert  | Francia        | 3              | 0:52,10         | 1              | 0:54,91         | q    |
| Julian Vasey        | Gran Bretagna  | 4              | 0:56,02         | 2              | 1:00,24         |      |
| Reynir Brynjólfsson | Islanda        | 5              | 0:59,85         | 3              | 1:04,70         |      |
| Ghassan Keyrouz     | Libano         | -              | DSQ             | 4              | 1:18,11         |      |

Gruppo 10
| Atleta           | Nazione       | Pos. 1ª manche | Tempo 1ª manche | Pos. 2ª manche | Tempo 2ª manche | Ris. |
| ---------------- | ------------- | -------------- | --------------- | -------------- | --------------- | ---- |
| Bjarne Strand    | Norvegia      | 1              | 0:54,18         |                |                 | Q    |
| Alain Penz       | Francia       | 2              | 0:54,63         |                |                 | Q    |
| Wolfgang Ender   | Liechtenstein | 3              | 0:55,55         | 1              | 0:56,73         | q    |
| Yoshinari Kida   | Giappone      | -              | DSQ             | 2              | 0:57,87         |      |
| Dimitrios Pappos | Grecia        | 5              | 1:10,88         | 3              | 1:26,48         |      |
| Félipe Briones   | Cile          | 4              | 0:59,86         | -              | DNF             |      |

Gruppo 11
| Atleta                  | Nazione       | Pos. 1ª manche | Tempo 1ª manche | Pos. 2ª manche | Tempo 2ª manche | Ris. |
| ----------------------- | ------------- | -------------- | --------------- | -------------- | --------------- | ---- |
| Karl Schranz            | Austria       | 1              | 0:52,56         |                |                 | Q    |
| Spider Sabich           | Stati Uniti   | 2              | 0:53,52         |                |                 | Q    |
| Jeremy Palmer-Tomkinson | Gran Bretagna | 3              | 0:54,35         | 1              | 0:56,14         | q    |
| Josef Gassner           | Liechtenstein | -              | DNF             | 2              | 0:57,74         |      |
| Jože Gazvoda            | Jugoslavia    | -              | DSQ             | 3              | 0:59,82         |      |
| Özer Ateşçi             | Turchia       | 4              | 1:10,58         | 4              | 1:14,83         |      |

Gruppo 12
| Atleta          | Nazione          | Pos. 1ª manche | Tempo 1ª manche | Pos. 2ª manche | Tempo 2ª manche | Ris. |
| --------------- | ---------------- | -------------- | --------------- | -------------- | --------------- | ---- |
| Olle Rolén      | Svezia           | 1              | 0:54,15         |                |                 | Q    |
| Peter Frei      | Svizzera         | 2              | 0:55,66         |                |                 | Q    |
| Blaž Jakopič    | Jugoslavia       | 3              | 0:57,17         | 1              | 0:55,07         | q    |
| Viktor Beljakov | Unione Sovietica | 4              | 0:58,05         | 2              | 0:55,56         |      |
| Ahmet Kıbıl     | Turchia          | -              | DSQ             | 3              | 1:04,52         |      |
| Michael Dennis  | Nuova Zelanda    | 5              | 1:12,75         | 4              | 1:06,78         |      |

Gruppo 13
| Atleta         | Nazione       | Pos. 1ª manche | Tempo 1ª manche | Pos. 2ª manche | Tempo 2ª manche | Ris. |
| -------------- | ------------- | -------------- | --------------- | -------------- | --------------- | ---- |
| Billy Kidd     | Stati Uniti   | 1              | 0:53,37         |                |                 | Q    |
| Dan Cristea    | Romania       | 2              | 0:53,75         |                |                 | Q    |
| Ryszard Ćwikła | Polonia       | -              | DSQ             | 1              | 0:54,47         | q    |
| Peter Duncan   | Canada        | 3              | 0:54,57         | 2              | 0:55,07         |      |
| Björn Olsen    | Islanda       | -              | DSQ             | 3              | 0:58,46         |      |
| Eo Jae-sik     | Corea del Sud | -              | DSQ             | -              | DSQ             |      |

Gruppo 14
| Atleta             | Nazione          | Pos. 1ª manche | Tempo 1ª manche | Pos. 2ª manche | Tempo 2ª manche | Ris. |
| ------------------ | ---------------- | -------------- | --------------- | -------------- | --------------- | ---- |
| Rick Chaffee       | Stati Uniti      | 1              | 0:54,28         |                |                 | Q    |
| Vasilij Mel'nikov  | Unione Sovietica | 2              | 0:54,32         |                |                 | Q    |
| Andreas Sprecher   | Svizzera         | 3              | 0:54,78         | 1              | 0:52,99         | q    |
| Yoshiharu Fukuhara | Giappone         | -              | DSQ             | 2              | 0:56,82         |      |
| Moussa Jaalouk     | Libano           | 5              | 1:13,69         | 3              | 1:09,06         |      |
| Thomas Huppert     | Nuova Zelanda    | 4              | 1:04,77         | -              | DSQ             |      |

Gruppo 15
| Atleta                | Nazione        | Pos. 1ª manche | Tempo 1ª manche | Pos. 2ª manche | Tempo 2ª manche | Ris. |
| --------------------- | -------------- | -------------- | --------------- | -------------- | --------------- | ---- |
| Bengt-Erik Grahn      | Svezia         | 1              | 0:54,28         |                |                 | Q    |
| Athanasios Tsimikalis | Grecia         | 2              | 1:02,82         |                |                 | Q    |
| Milan Pažout          | Cecoslovacchia | -              | DSQ             | 1              | 0:55,96         | q    |
| Tsuneo Noto           | Giappone       | -              | DNF             | 2              | 0:56,60         |      |
| Scott Henderson       | Canada         | -              | DSQ             | 3              | 0:56,71         |      |
| Roberto Thostrup      | Argentina      | -              | DSQ             | 4              | 1:00,80         |      |

Gruppo 16
| Atleta               | Nazione       | Pos. 1ª manche | Tempo 1ª manche | Pos. 2ª manche | Tempo 2ª manche | Ris. |
| -------------------- | ------------- | -------------- | --------------- | -------------- | --------------- | ---- |
| Andrzej Bachleda     | Polonia       | 1              | 0:53,48         |                |                 | Q    |
| Carlos Adsera        | Spagna        | 2              | 0:56,04         |                |                 | Q    |
| Rod Hebron           | Canada        | 4              | 0:56,12         | 1              | 0:54,52         | q    |
| Hans-Walter Schädler | Liechtenstein | 3              | 0:56,07         | 2              | 0:55,21         |      |
| Ovaness Meguerdonian | Iran          | -              | DNF             | 3              | 1:00,41         |      |
| Said Housni          | Marocco       | 5              | 1:19,43         | -              | DNS             |      |

Gruppo 17
| Atleta           | Nazione      | Pos. 1ª manche | Tempo 1ª manche | Pos. 2ª manche | Tempo 2ª manche | Ris. |
| ---------------- | ------------ | -------------- | --------------- | -------------- | --------------- | ---- |
| Eberhard Riedel  | Germania Est | 1              | 0:53,62         |                |                 | Q    |
| Carlo Senoner    | Italia       | 2              | 0:54,18         |                |                 | Q    |
| Malcolm Milne    | Australia    | 5              | 1:23,26         | 1              | 0:58,08         | q    |
| Andrej Klinar    | Jugoslavia   | 4              | 0:58,16         | 2              | 0:59,36         |      |
| Gustavo Ezquerra | Argentina    | 3              | 0:57,09         | 3              | 0:59,96         |      |
| Mohamed Aomar    | Marocco      | 6              | 1:29,54         | 4              | 1:20,03         |      |

Legenda:

Pos. = posizione

Ris. = risultato

DNF = prova non completata

DSQ = squalificato

DNS = non partito

Q = qualificato nella 1ª manche

q = qualificato nella 2ª manche